# Rhionaeschna demarmelsi
Rhionaeschna demarmelsi – gatunek ważki z rodziny żagnicowatych (Aeshnidae). Występuje na terenie Ameryki Południowej.